# 電化製品に乾杯!
『電化製品に乾杯!』（アンドロイドにかんぱい! ）は椎名高志による日本の漫画作品。『週刊少年サンデー』1989年8月スペシャル増刊号に掲載。単行本『(有) 椎名百貨店』1巻に収録。
本項では、その続編的作品である『看板娘行進曲』（かんばんむすめこうしんきょく）、『家電少女MISOCCUS』（かでんしょうじょミソッカス）についても併せてここで扱う。

## あらすじ
時は近未来。アンドロイドは街頭の電器店で簡単に入手できる時代になった。ある若者は、一生懸命貯金をして、自分に甲斐甲斐しく尽くしてくれる若い女性型アンドロイドを求めに、現代の秋葉原に該当する電気街にやってきた。そこで出会ったのは三流メーカーが作ったミソッカス90Fという少女ロボットであるが、これが大変なドジで、店員や他のアンドロイドにまで意地悪されている。しかし、健気にそれに耐えて頑張っている彼女の姿に心打たれた若者は、他の優秀なアンドロイドを買わずに彼女を選ぶ。その後、アンドロイド業界ではドジを振る舞うことが流行ったという。しかし、肝心のミソッカス90Fは保証期限が切れたとたん……。

## 登場キャラクター
ミソッカス90F
三流メーカーが作った女性型ロボット。ドジという設定であり、そういった頭脳の欠陥とともに、整備不良などもある欠陥商品であるが、発表直後にメーカーが倒産したため製造数が少なく、ドジだが健気な性格もあってマニアの間ではプレミア付きで取引されているらしい。何十台か量産されており、それぞれ別個体である。
本作では、電気街にある店の売れ残り商品として登場。ドジで健気なその姿から主人公に買われていくが、保証期限が切れた途端に壊れる。
「看板娘行進曲」では、『GS美神 極楽大作戦!!』のマリアとテレサと競演している。デザインや性格が後発である『To Heart』のマルチに重なるところがあり、「看板娘-」はそのことを皮肉ったシーンも見ることができる。
「家電少女MISOCCUS」ではミソッカス8100AVが登場。デザインなどが多少異なっている。同機はカメラマンとして働いているが、やはりドジばかりである。しかし同僚のカメラマンロボット・FIIIによると「自分の性能以上の成果を出そうと頑張ってしまった結果」であり、けして低スペックと言う訳ではない。

## 関連作品
看板娘行進曲
2001年に椎名高志のホームページ「(有)椎名百貨店 電脳支店」に掲載された短編漫画。登場するのは前記ミソッカス90Fと『GS美神 極楽大作戦!! 』に登場したアンドロイド、マリアとテレサの姉妹である。
家電少女MISOCCUS
『週刊少年サンデー増刊号』1996年1月30日増刊号掲載。漫画短編集『(有) 椎名百貨店 (超) GSホームズ 極楽大作戦!!』に収録。本作の続編的な内容となっている。ミソッカスは生産総数わずか99台の伝説のアンドロイドとなっており、本作に登場するのはミソッカス8100AVである。ミソッカスの同僚としてF IIIが登場するほか、『GS美神』からはマリア・テレサと厄珍が登場。